# أوك تايك يون
أوك تيكيون (بالكورية: 옥택연) مواليد 27 ديسمبر 1988 في بوسان، هو مغني وعارض أزياء وممثل وكاتب غنائي ومغني راب ورائد أعمال كوري جنوبي بدأ مسيرته الفنية عام 2008. يجيد الغناء بالإنجليزية واليابانية والكورية.

## السيرة الذاتية
يُلقب بـ (اوك الوحش، اوك كات، كثير الأسنان، أوك المعدني، الفار الأمريكي، اوك المسن، اوك ديري، المدير أوك، ارهابي الأزياء). وموقِعه بالفرقة: مغني راب رئيسي، وراقص. يتكلم اللغات: الكورية + الإنجليزية (بطلاقة)، الإسبانية + اليابانية (الأساسيات). درس في جامعة دانكوك قسم إدارة أعمال. من مهاراته الطبخ.
وتتكون عائلته: أم وأب وأخت كُبرى.
عندما بلغ عُمره 10 سنين انتقل إلى أمريكا وعاش هناك لـ7 سنين.هاجرت أسرته وهو بسن العاشرة إلى الولايات المتحدة الأمريكية، ولكن بعد انتهاء دراسته الثانوية عاد إلى كوريا الجنوبية مرة أخرى لزيارة شقيقته الكبرى. جيهيون أخت تيكيون الكبرى هي التي أقنعته بدخول تجربة الأداء لشركة JYP.
تيكيون قدم تجربة ليكون عارض أزياء بالرغم من أنه لا يعرف كيف يلبس أو يسير كعارضي الأزياء. بأيام التدريب، التي صور فيها برنامج Hot Blood، كان تيكيوني يعيش في شقة في مبنى الشركة الخاص للمتدربين بالدور الرابع. شركائه بالشقة كانوا: وويونغ وجونهو وجينوون وسيولونغ ونيكون ودوجون من B2ST. اشترك تيكيون ببرنامج Superstar Survival وترشح فيه إلى النهائيات مع جونهو وتشان سونغ، ولكنه كان أول المغادرين! مع أن تيكيون يكره القطط إلا أنه دائماً ما يقوم برسمها! حتى أنه مرة رسم الآيدولز على هيئة قطط.

## أعماله

### مسلسلات تلفزيونية
| السنة | اسم العمل                  | قناة البث    | الدور                  | ملاحظات   | Ref.  |
| ----- | -------------------------- | ------------ | ---------------------- | --------- | ----- |
| 2010  | أخت السندريلا              | كي بي إس 2   | هان جونغ وو            | دور داعم  |       |
| 2011  | الحلم السامي               | كي بي إس 2   | جين جوك / هيون شي هيوك | دور رئيسي |       |
| 2011  | بوكو إلى النجم             | تلفزيون فوجي | تاي سونغ               | دور داعم  |       |
| 2013  | من أنت : المدرسة           | تي في إن     | تشا جون وو             | دور رئيسي |       |
| 2014  | ايام رائعة                 | كي بي إس 2   | كانغ دونغ هي           | دور رئيسي |       |
| 2015  | المجسم                     | كي بي إس 2   | كيم كيو هوان           | دور رئيسي |       |
| 2016  | لنقاتل أيتها الشبح         | تي في إن     | بارك بونغ بال          | دور رئيسي |       |
| 2017  | أنقذني                     | أو سي إن     | هان سانغ هوان          | دور رئيسي | [ 4 ] |
| 2020  | اللعبة: نحو الصفر          | إم بي سي     | كيم تاي بيونغ          | دور رئيسي |       |
| 2021  | فينتشنزو                   | تي في إن     | جانغ جون وو            | دور رئيسي | [ 5 ] |
| 2021  | المفتش الملكي السري وجو يي | تي في إن     | را يي ايون             | دور رئيسي | [ 6 ] |
| 2022  | أعمى                       | تي في إن     | ريو سونغ جون           | دور رئيسي | [ 7 ] |
| 2023  | قلبي ينبض                  | كي بي إس 2   | سيون وو هيول           | دور رئيسي | [ 8 ] |

## وصلات خارجية
- أوك تايك يون على موقع IMDb (الإنجليزية)
- أوك تايك يون على موقع ميوزك برينز (الإنجليزية)
- أوك تايك يون على موقع ديسكوغز (الإنجليزية)
- أوك تايك يون على موقع قاعدة بيانات الفيلم (الإنجليزية)

- الموقع الإلكتروني

ولد الممثل أوك تايك يون في 27 ديمسبر لعام 1988 بمدينة بوسان بكوريا الجنوبية،